# Джаббар-Расуловский район

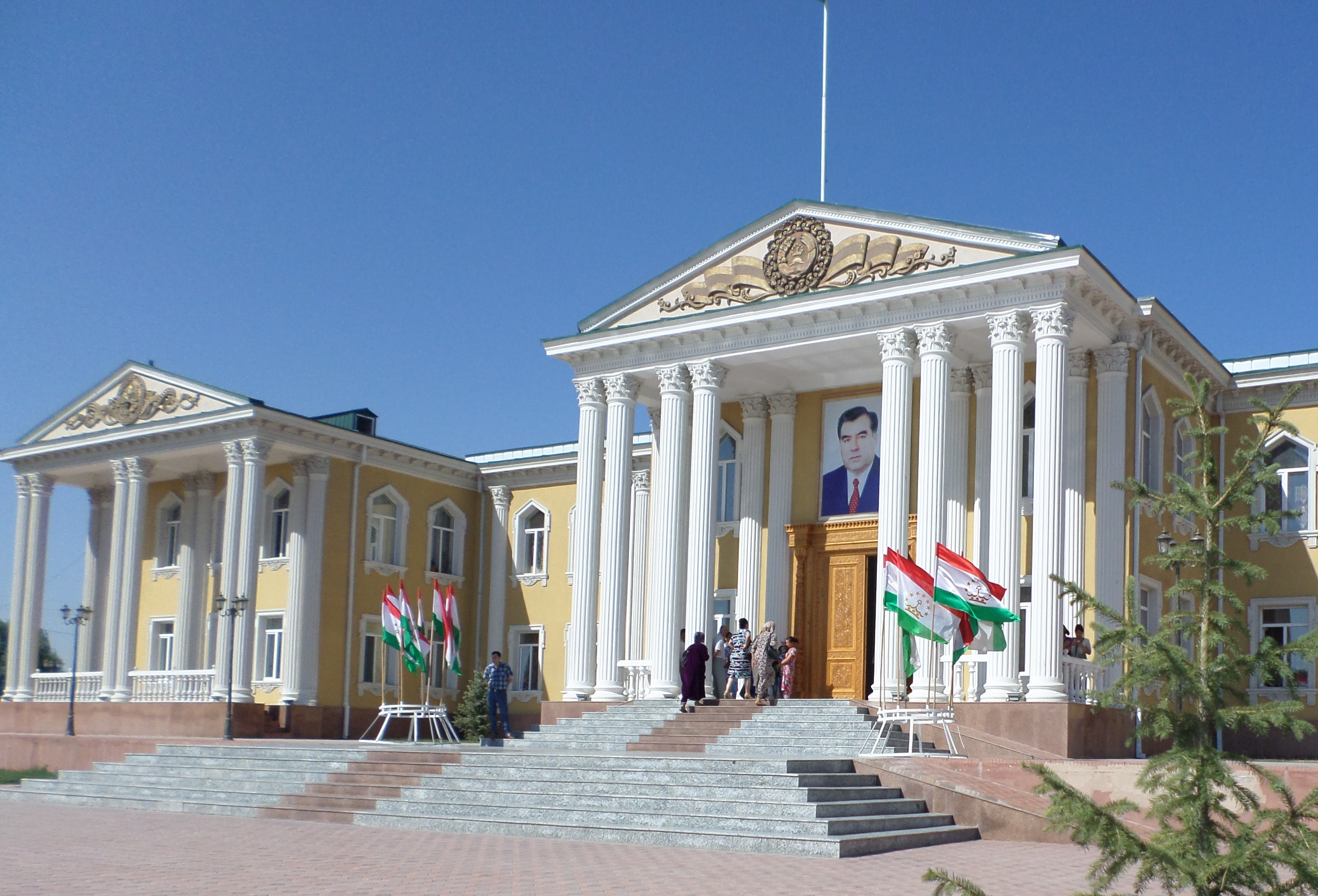
Дворец культуры в Джаббор-Расуловском районе, Таджикистан

Джаббор Расу́ловский район (тадж. Ноҳияи Ҷаббор Расулов) — административный район в Согдийской области Республики Таджикистан.
Районный центр — посёлок городского типа Мехрабад, расположенный в 20 км юго-западнее города Худжанда. Территория Джаббор-Расуловского района составляет 328,5 км².

## История
21 января 1935 года из части Науского района был образован Пролетарский район Таджикской ССР. C 16 марта 1938 года по 27 октября 1939 года район входил в состав Ленинабадского округа Таджикской ССР. В 1938 году Пролетарский район находился в прямом подчинении Таджикской ССР, в 1938—1939 годах входил в Ленинабадский округ, в 1939—1962 годах — в Ленинабадскую область, в 1962—1970 годах — напрямую в Таджикскую ССР, в 1970–1991 годах — вновь в Ленинабадскую область.
С 9 сентября 1991 года — Пролетарский район Ленинабадской области Республики Таджикистан.
Постановлением Верховного Совета Республики Таджикистан от 28 декабря 1993 года в честь советского государственного деятеля Джаббора Расулова переименован с Пролетарского района на Джаббор Расуловский район (тадж. ноҳияи Ҷаббор Расулов).

## Население
Население по оценке на 1 января 2022 года составляет 144 100 человек, в том числе городское — в посёлке Мехробод — 11,0 % или 15 900 человек.
| Численность населения | Численность населения | Численность населения | Численность населения | Численность населения | Численность населения | Численность населения | Численность населения |
| 1939                  | 2003                  | 2004                  | 2005                  | 2006                  | 2007                  | 2008                  | 2009                  |
| --------------------- | --------------------- | --------------------- | --------------------- | --------------------- | --------------------- | --------------------- | --------------------- |
| 21 468                | ↗103 200              | ↗105 000              | ↗106 800              | ↗108 800              | ↗111 000              | ↗113 200              | ↗115 600              |
| 2015                  | 2019                  | 2020                  | 2021                  | 2022                  |                       |                       |                       |
| ↗125 000              | ↗135 300              | ↗137 700              | ↗142 000              | ↗144100               |                       |                       |                       |

## География
Джаббор Расуловский район расположен в Ферганской долине. На севере и западе граничит с Гафуровским и Спитаменским районами Согдийской области, на востоке и юге — с Лейлекским районом Баткенской области Кыргызстана.

## Административное деление
В состав Джаббор-Расуловского района входят 1 посёлок городского типа и 5 сельских общин (тадж. ҷамоат):
| Административное деление Джаббор-Расуловского района |                  |
| Сельская община                                      | Население (2015) |
| Мехрабад, пгт                                        | 14000            |
| Гулакандоз                                           | 39006            |
| Гульхона                                             | 24077            |
| Дехмой                                               | 14802            |
| Сомониён                                             | 18278            |
| Хаёти Нав                                            | 14037            |

## Председатели хукумата
Главой Джаббор-Расуловского района является Председатель исполнительного органа государственной власти, который назначается Президентом Республики Таджикистан. Главой правительства Джаббор-Расуловского района является Председатель исполнительного органа государственной власти. Законодательный орган Джаббор-Расуловского района — Маджлис народных депутатов, который избирается всенародно на 5 лет.
Председатели:
- Кудратзода Тохир Толиби
- Юлдошзода Олимбек (с 30.01.2024)[12]